# Célia Gohet
Célia Gohet est une joueuse internationale française de rink hockey née le 8 janvier 1999. Elle a intégré la sélection nationale en 2015 lors du championnat d'Europe 2015 et a participé aux championnats du monde 2016 au Chili et 2017 en Chine. Elle est la sœur jumelle de Lucie Gohet également joueuse dans l’équipe de France féminine de rink hockey,. En 2016-2017, elle évoluait en N1-F avec le CS Noisy le Grand et en N3 avec le Roller Club Sevranais.

## Palmarès
En 2016, elle participe au championnat du monde au Chili pendant lequel l’équipe de France atteindra les demi-finales pour s’incliner devant le Portugal.
En coupe d'Europe, elle participe aux coupes 2015-2016, 2016-2017 et 2017-2018 où le club de CS Noisy le Grand atteint à chaque fois les quarts de finale.
En national 1, son club se classe deuxième ou troisième depuis 2015 : vice-champion de France en 2014-2015 et 2016-2017.